# Дуарр, Амелин
Амелин Дуарр (фр. Améline Douarre; 11 декабря 2000) — французская спортсменка, специализируется на вольной борьбе.

## Карьера
11 апреля 2019 года на чемпионате Европы в Бухаресте в 1/8 финала уступила болгарке Тайбе Юсеин, так как её соперница вышла в финал, на следующий день она боролась в утешительных схватках, в первой из которой уступила Илоне Прокопевнюк из Украины и покинула турнир, заняв 10 место. 27 июня 2019 года принимала участие на Европейских играх в Минске, где в первом круге потерпела поражение от полячки Катажине Мондровской, завершив выступления. 14 декабря 2020 года в Белграде выступала на Индивидуальном кубке мира, на котором покинула турнир после первого поражения на туше от Джансу Аксой из Турции. 19 марта 2021 года в Будапеште выступила на европейском квалификационном турнире к Олимпийским играм в Токио, однако в первой же встрече на туше проиграла Марии Мамошук из Белоруссии, не завоевав лицензию. 31 марта 2022 года на чемпионате Европы в Будапеште в 1/8 финала потерпела поражение от Авроры Кампаньи из Италии. 29 июня 2022 года дошла до финала Средиземноморских игр в алжирском Оране, в котором уступила Марве Амри из Туниса, завоевав серебряную медаль. 12 сентября 2022 года в Белграде на чемпионате мира на стадии 1/16 финала проиграла Биляне Дудовой. 17 марта 2023 года в финале чемпионата Европы среди борцов до 23 лет в Бухаресте уступила Ирина Боднар из Украины, став серебряным призёром. 20 апреля 2023 года на чемпионате Европы в Загребе в 1/8 финала уступила Луизе Нимеш из Германии. 6 апреля 2024 года она принимала участие в Европейском квалификационном турнире в Баку, где в решающей схватке уступила Биляне Дудовой, не сумев завоевать лицензию на Олимпийские игры в Париж. 10 мая 2024 года в Стамбуле на мировом квалификационном турнире в первой схватке проиграла Несрин Баш из Турции, так как её соперница завоевала лицензию, она участвовала в утешительных схватках, одолев Наталья Кубаты из Польши, она уступила Саре Юханне Линдборг из Швеции, оставшись без лицензии